# Street & Smith
Street & Smith o Street & Smith Publications, Inc., va ser una editorial de la ciutat de Nova York especialitzada en llibres de butxaca i revistes econòmiques anomenades novel·les de deu cèntims i ficció pulp. També van publicar còmics i anuaris esportius. Entre els seus nombrosos títols hi havia la pulp magazine de ciència-ficció Astounding Stories, adquirida a Clayton Magazines el 1933 i conservada fins al 1961. Street & Smith es va fundar el 1855 i va tancar el 1959. La seu de Street & Smith es trobava al 79 de la Seventh Avenue a Manhattan; van ser dissenyats per Henry F. Kilburn.

## Història
Francis Scott Street i Francis Shubael Smith van establir la seva societat editorial el 1855 quan van adquirir una revista de ficció en fallida. Posteriorment van comprar el diari Nova York Weekly Dispatch el 1858. Smith va ser el president de la companyia des de 1855 fins a la seva jubilació en 1887, moment en què el seu fill Ormond Gerald Smith va assumir el seu lloc. Francis Street va morir en 1883 i Francis Smith l'1 de febrer de 1887. La companyia, que posseïa un edifici històric de sis plantes en la Setena Avinguda, es va convertir en una editorial de novel·les barates i revistes setmanals a partir de 1880. En les primeres dècades del segle xx, Ormond V. Gould va ser el secretari de la companyia. Ormond va romandre com a president fins a la seva mort el 1933.
El 1933 Street & Smith va comprar les publicacions de l'editor William Clayton, entre les quals es trobava Astounding Stories. El 1934 publicaven 35 revistes diferents, ateses per una dotzena d'editors com John Nanovic, Frank Blackwell, Daisy Bacon i F. Orlin Tremayne. La companyia pagava als escriptors un centau una paraula, que era la tarifa bàsica estàndard entre els principals grups encara que els editors de la perifèria pagaven menys. El 1937, Street & Smith va deixar de publicar part dels seus títols pulp, com Top-*Notch i Complete Stories, i va iniciar un llarg procés de disminució de la seva línia de publicacions pulp. En 1938, Allen L. Grammer es va convertir en president. Havia passat més de vint anys com a expert en ergonomia per a la Curtis Publishing Company, i va fer una petita fortuna inventant un nou procés d'impressió. Grammer va traslladar les oficines a un gratacel.
Van publicar comic books entre 1940 i 1949, sent els seus títols més notables The Shadow (publicació basada en el personatge radiofònic L'Ombra), que havia començat en 1931 i va anar tremendament reeixit, Super-*Magician Comics, Supersnipe Comics, True Sport Picture Stories, Bill Barnes/*Air Ace i Doc Savage, que havia estat llançada al març de 1933.
Street & Smith va deixar de publicar totes les seves revistes pulp i comics el 1949, venent diversos dels seus títols a Popular Publications. Les vendes havien disminuït amb l'arribada de la televisió.
Condé Nast Publications va comprar la companyia per més de 3,5 milions de dòlars el 1959. Es va continuar utilitzat el nom de la companyia en les revistes esportives de pretemporada fins a 2007, quan la divisió Advance de la American City Business Journals va adquirir Sporting News (originalment The Sporting News) i va fusionar els anuaris esportius de Street & Smith en els de The Sporting News.

## Autors
- Horatio Alger
- Isaac Asimov
- John W. Campbell
- Weldon J. Cobb
- William Wallace Cook
- John R. Coryell
- Lester Dent
- Theodore Dreiser
- J. Allan Dunn
- Paul Ernst
- Walter B. Gibson
- H. Rider Haggard
- Robert A. Heinlein
- L. Ron Hubbard
- Carl Richard Jacobi
- Jack London
- John Hovey Robinson
- Clifford D. Simak
- Upton Sinclair

## Il·lustradors
- Walter M. Baumhofer
- Earle K. Bergey
- Edd Cartier
- Emery Clarke
- Dean Cornwell
- Harvey Dunn
- Frank Kramer
- J. C. Leyendecker
- Tom Lovell
- Modest Stein
- N.C. Wyeth